# Nyctiophylax rhamphodes
Nyctiophylax rhamphodes là một loài Trichoptera trong họ Polycentropodidae. Chúng phân bố ở miền Australasia.